# Mizoandria

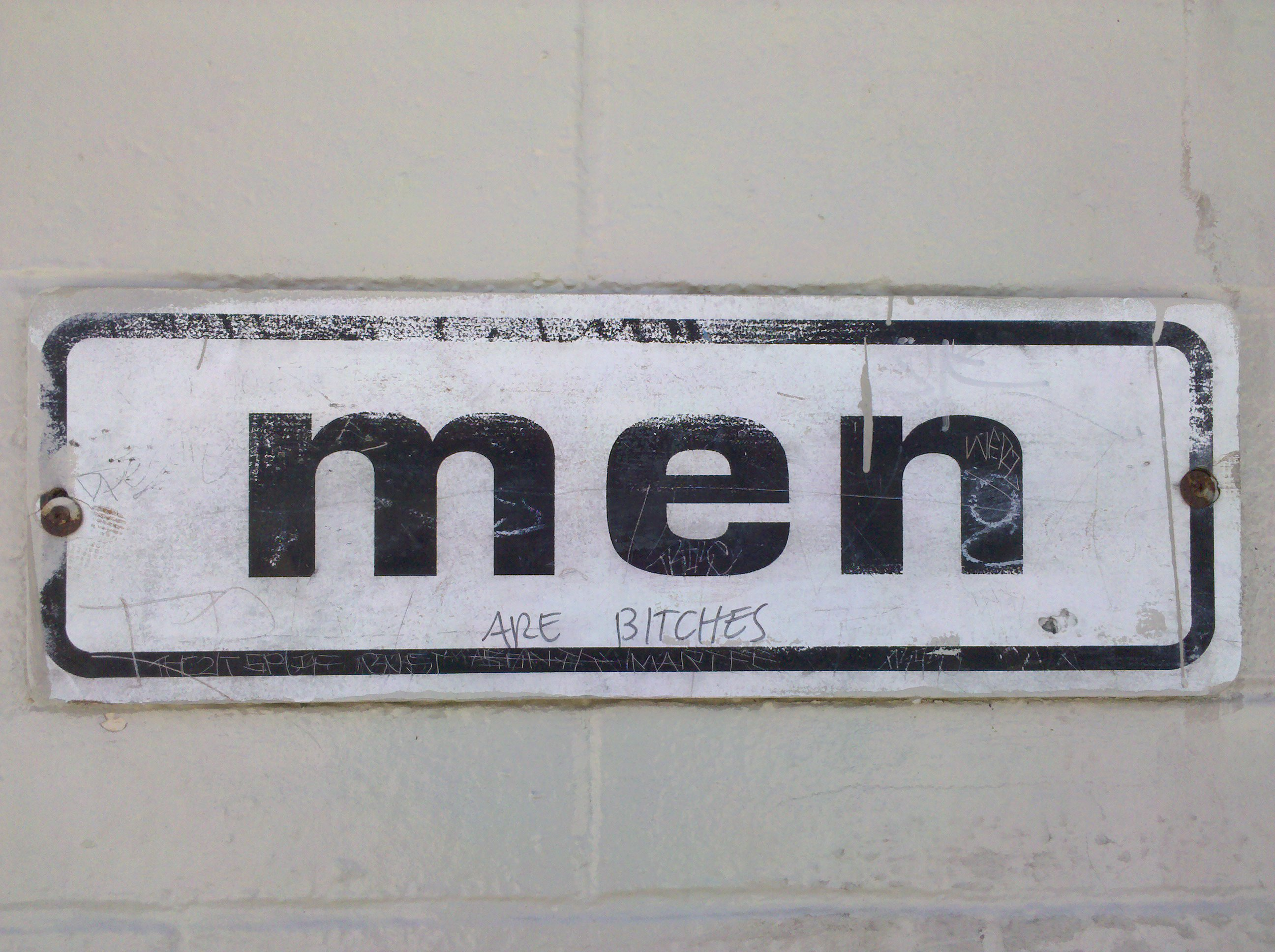
Tabliczka przy łazience z napisem „Mężczyźni” i dopiskiem „TO SUKI”. Zdjęcie zrobione na publicznej plaży w Santa Monica.

Mizoandria lub mizoandryzm, mizandria (st.gr. μῖσος, misos – 'nienawiść'; ἀνδρός, andros dopełniacz od ἀνήρ, anér – 'mężczyzna') – nienawiść lub uprzedzenie w stosunku do mężczyzn.
Działacze na rzecz praw mężczyzn i inni maskuliniści krytykują współczesne przepisy dotyczące rozwodów, przemocy domowej, poboru do wojska, obrzezania (określanego przez przeciwników jako okaleczanie narządów płciowych) oraz sposób, w jaki traktowane są męskie ofiary gwałtu, jako przykłady instytucjonalnej mizandrii.
W erze Internetu użytkownicy publikujący na forach internetowych należących do manosfery, takich jak 4chan i subreddity zajmujące się aktywizmem na rzecz praw mężczyzn, twierdzą, że mizandria jest powszechna, ugruntowana w preferencyjnym traktowaniu kobiet i przejawia się jako dyskryminacja mężczyzn. Pogląd ten jest odrzucany przez większość socjologów, antropologów i badaczy gender studies, którzy twierdzą, że mizandria nie jest równoważna w swoim zakresie z mizoginią, która jest zarówno znacznie głębiej zakorzeniona w społeczeństwie, jak i bardziej dotkliwa w swoich konsekwencjach. Fałszywe przekonanie, że wśród feministek mizandria jest powszechna, jest tak rozpowszechnione, że zostało określone jako „mit mizandrii” przez 40 ekspertów w tej dziedzinie.
Wielu badaczy krytykuje aktywistów na rzecz praw mężczyzn za promowanie fałszywej równoważności między mizandrią a mizoginią, argumentując, że współczesny aktywizm wokół mizandrii jest przejawem reakcji antyfeministycznej, i jest promowany przez marginalizowanych społecznie mężczyzn.

## Badania psychologiczne
Glick i Fiske opracowali konstrukty psychometryczne do pomiaru postaw jednostek wobec mężczyzn w swoim Inwentarzu Ambiwalencji wobec Mężczyzn (ang. Ambivalence toward Men Inventory, AMI), który zawiera czynnik „Wrogość wobec Mężczyzn”. Wskaźniki te zostały oparte na dyskusji z małą grupą kobiet, które zidentyfikowały czynniki, a następnie liczba pytań została zredukowana przy użyciu metod statystycznych. Wrogość wobec mężczyzn została podzielona na trzy kategorie:
- Niezadowolenie z powodu paternalizmu[17] (ang. Resentment of Paternalism) – przekonanie, że mężczyźni podtrzymują władzę mężczyzn[16],
- Kompensujące zróżnicowanie płciowe[17] (ang. Compensatory Gender Differentiation) – przekonanie, że mężczyźni otrzymują wsparcie od kobiet[16],
- Heteroseksualna wrogość[17] (ang. Heterosexual Hostility) – przekonanie, że mężczyźni są skłonni do agresywnych zachowań[16].

Stwierdzono, że wrogość wobec mężczyzn, jako łączny konstrukt, jest odwrotnie skorelowana z miarami równości płci podczas porównywania różnych krajów, a w badaniu z udziałem studentów uniwersytetów stwierdzono, że osoby samookreślające się jako feministki mają niższe wyniki.
W metaanalizie opublikowanej w 2023 r. w czasopiśmie Psychology of Women Quarterly zbadano stereotypowe podejście feministek do mężczyzn i stwierdzono, że poglądy feministek na mężczyzn nie różniły się od poglądów osób niebędących feministkami ani od poglądów mężczyzn na temat innych mężczyzn.

## W feminizmie

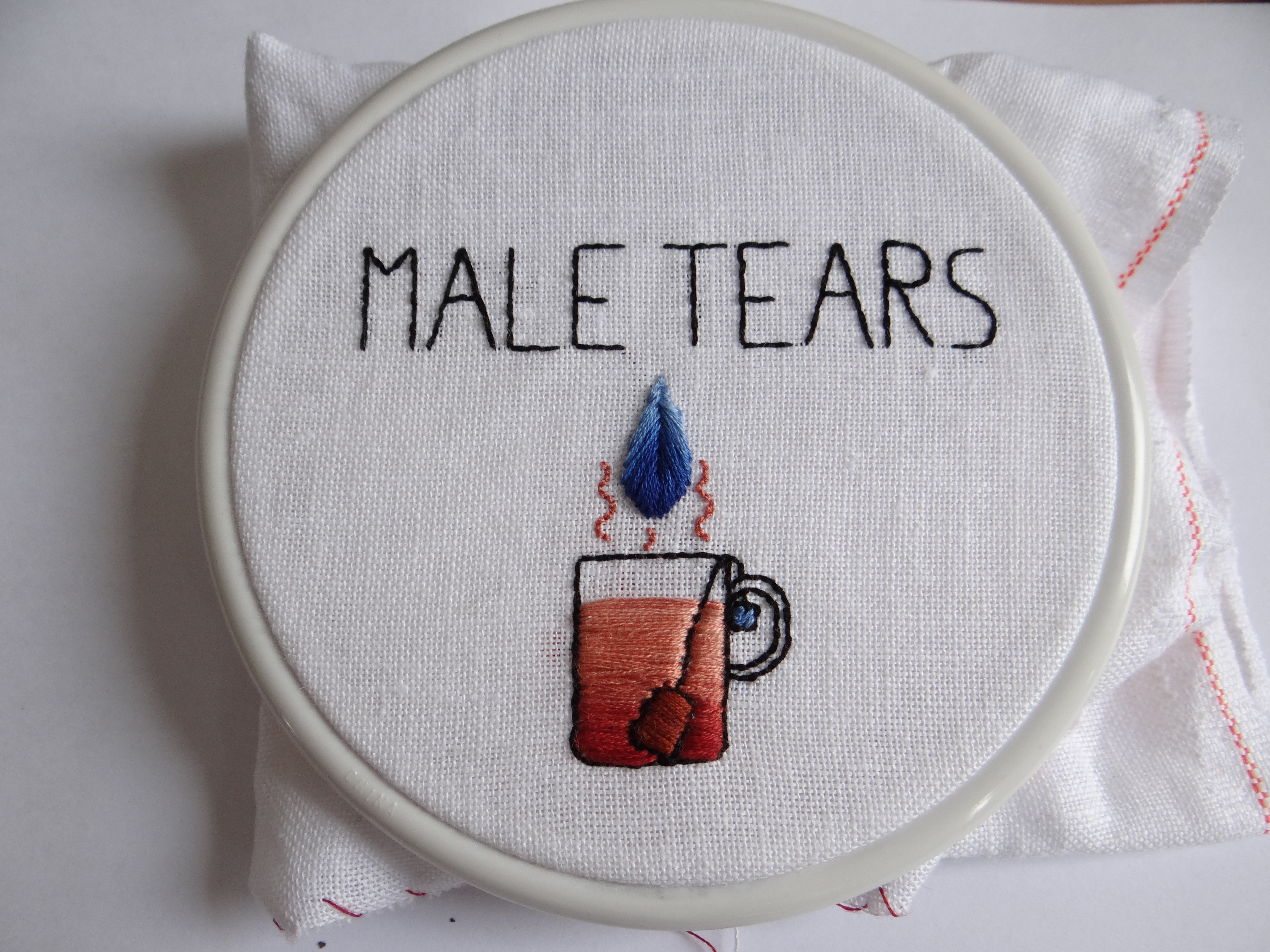
Haft parodiujący pojęcie mizandrii.

Kwestia roli mizandrii w feminizmie jest kontrowersyjna i była przedmiotem debaty zarówno wewnątrz ruchów feministycznych, jak i poza nimi. Przeciwnicy feminizmu często twierdzą, że feminizm jest mizandrystyczny. Słuszność takiego postrzegania była podważana ze względu na promowanie fałszywej równoważności między mizandrią a mizoginią. Radykalny feminizm był często kojarzony z mizandrią w świadomości publicznej. Jednak argumenty radykalnych feministek bywały błędnie interpretowane, a niektóre przedstawicielki radykalnego feminizmu, takie jak Valerie Solanas, miały większy rozgłos w kulturze popularnej niż wśród nauk feministycznych.
Historyczka Alice Echols w wydanej w 1989 roku książce Daring To Be Bad: Radical Feminism in America, 1967–1975, argumentowała, że Valerie Solanas zaprezentowała skrajny poziom mizandrii w swoim traktacie SCUM Manifesto, ale dodała, że nie było to typowe dla radykalnych feministek tamtych czasów. Echols stwierdziła: „Bezwstydna mizandria Solanas – zwłaszcza jej wiara w biologiczną niższość mężczyzn – jej poparcie dla związków między 'niezależnymi kobietami' i jej odrzucenie seksu jako 'ostoi bezmyślności' były sprzeczne z rodzajem radykalnego feminizmu, który dominował w większości ugrupowań kobiecych w kraju”. Echols utrzymuje również, że nawet po tym, jak SCUM Manifesto stał się bardziej popularny w radykalnym feminizmie, nie wszystkie radykalne feministki podzielały zawarte w nim przekonania.
Melinda Kanner i Kristin J. Anderson uważają, że „feministki nienawidzące mężczyzn” stanowią popularny antyfeministyczny mit, który nie jest poparty żadnymi dowodami naukowymi i że to raczej antyfeminiści nienawidzą mężczyzn.

## W literaturze

### W literaturze Starożytnej Grecji
Klasycystka Froma Zeitlin pisze:
„Najbardziej znaczący punkt styczności pomiędzy Eteoklesem a błagalnicami Danaidami to ich skrajne postawy wobec płci przeciwnej: mizoginia wybuchu Eteoklesa przeciwko wszystkim kobietom, bez względu na ich rodzaj, znajduje swój odpowiednik w pozornej misandrii Danaid, które, choć sprzeciwiają się swoim kuzynom Egipcjanom (małżeństwo z nimi jest kazirodcze, są to mężczyźni skłonni do przemocy), często rozszerzają swoje zastrzeżenia na całą męską płeć i postrzegają swoją sprawę jako zażarty spór między płciami.”

### W współczesnej literaturze
Paul Nathanson i Katherine Young utrzymują, że mężczyźni są od lat 90. systematycznie przedstawiani w kulturze popularnej jako osoby złe lub nieudolne. Anthony Synnott twierdzi, że istnieje tendencja w literaturze do reprezentowania mężczyzn jako złoczyńców i kobiet jako ofiar oraz przekonuje, że istnieje rynek dla „antymęskich” powieści bez odpowiadającego im rynku „antykobiecego”, powołując się na powieści The Women’s Room, autorstwa Marilyn French, i The Color Purple, Alice Walker.
Julie M. Thompson łączy zjawisko mizoandrii z zazdrością wobec mężczyzn, w szczególności z freudowską teorią zazdrości o penisa. Według niej mizoandria jest przebiegającą na poziomie emocjonalnym reakcją kobiet na dyskryminację i uprzedzenia społeczeństwa patriarchalnego.